# (38170) 1999 JR98
1999 JR98 (asteroide 38170) é um asteroide da cintura principal. Possui uma excentricidade de 0.20310570 e uma inclinação de 8.68773º.
Este asteroide foi descoberto no dia 12 de maio de 1999 por LINEAR em Socorro.